# Diplotaxis cavifrons
Diplotaxis cavifrons är en skalbaggsart som beskrevs av Moser 1918. Diplotaxis cavifrons ingår i släktet Diplotaxis och familjen Melolonthidae. Inga underarter finns listade i Catalogue of Life.